# ESPN2
ESPN2 er en amerikansk satellit- og kabel-tv-station, hvis fokus er sport. Den er ejet af og drives af ESPN. Kanalen debuterede den 1. oktober 1993.
Oprindelig med øgenavnet "The Deuce" blev ESPN2 stemplet som et netværk for en yngre generation af sportsfans, der bød på mere kantet grafik, samt ekstreme sportsgrene som motocross, snowboarding og BMXracing. Dette mandat blev udfaset i slutningen af 1990'erne, da kanalen i stigende grad fungerede som en anden afsætningsmulighed for ESPNs mainstream sportsdækning.
ESPN2 kan tages i 89 millioner hjem i USA, elleve millioner færre end ESPN.